# Лијешева
Лијешева је насељено мјесто у граду Високом, Босна и Херцеговина.

## Становништво
|         | 2013.        | 1991.         | 1981.         | 1971.         |
| Укупно  | 401 (100,0%) | 408 (100,0%)  | 434 (100,0%)  | 322 (100,0%)  |
| Бошњаци | 400 (99,75%) | 404 (99,02%)1 | 421 (97,00%)1 | 315 (97,83%)1 |
| Хрвати  | 1 (0,249%)   | 1 (0,245%)    | –             | –             |
| Остали  | –            | 2 (0,490%)    | 1 (0,230%)    | –             |
| Срби    | –            | 1 (0,245%)    | 12 (2,765%)   | 7 (2,174%)    |

1. 1 На пописима од 1971. до 1991. Бошњаци су пописивани углавном као Муслимани.